# Cheap Thrills (singolo)
Cheap Thrills è un singolo della cantautrice australiana Sia, pubblicato il 17 dicembre 2015 come quarto estratto dal settimo album in studio This Is Acting.
Il 10 febbraio 2016 il singolo è stato ripubblicato in una nuova versione incisa con il rapper giamaicano Sean Paul.

## Descrizione
Scritto dalla stessa Sia insieme a Greg Kurstin (produttore del brano), Cheap Thrills era stato composto originariamente per la cantante barbadiana Rihanna. L'introduzione del brano è caratterizzato da sonorità arabeggianti di martellanti sintetizzatori che solcano la base.
Il brano è stato presentato dal vivo dalla cantante il 27 gennaio 2016 presso il programma televisivo The Tonight Show di Jimmy Fallon.

## Accoglienza
Brittany Spanos del Rolling Stone ha definito il brano un «vivace tormentone da festa» mentre il The Guardian l'ha descritto come «un brano da festa perfettamente funzionale».

## Video musicali
Il 10 febbraio 2016 è stato pubblicato un lyric video per la nuova versione del brano incisa con Sean Paul, nel quale viene mostrata una coppia senza volto (interpretata dai ballerini Minn Vo e Stefanie Klausmann) con indosso delle parrucche che vince un concorso di danza su uno spettacolo in bianco e nero della televisione che ricorda American Bandstand.
Il 21 marzo dello stesso anno è stato invece reso disponibile il videoclip, diretto da Sia e Daniel Askill e con protagonista Maddie Ziegler che danza insieme ad altri due ballerini per le coreografie di Ryan Heffington su un palcoscenico spoglio, mentre Sia canta il brano in un angolo posteriore. La rivista statunitense Billboard ha scritto che «il video presenta lo stesso tipo di coreografia intensa e accattivante, come anche altri lavori di Sia. Questa volta Ziegler è sostenuta da altri due ballerini, e il trio sembra fondersi come uno.» La rivista Teen Vogue ha invece elogiato la performance della Ziegler, definendola «potente».

## Tracce
Download digitale – 1ª versione
1. Cheap Thrills – 3:30

Download digitale – 2ª versione
1. Cheap Thrills (feat. Sean Paul) – 3:44

Download digitale – Remixes
1. Cheap Thrills (Hex Caugar Remix) – 3:49
2. Cheap Thrills (Le Youth Remix) – 3:39
3. Cheap Thrills (RAC Remix) – 4:09
4. Cheap Thrills (Nomero Remix) – 4:11
5. Cheap Thrills (Sted-E & Hybird Heights Remix) – 5:35
6. Cheap Thrills (Cyril Hahn Remix) – 5:45
7. Cheap Thrills (John J-C Carr Remix) – 5:16

Download digitale – remix
1. Cheap Thrills (remix) (feat. Nicky Jam) – 3:32

## Successo commerciale
Cheap Thrills ha ottenuto un grande successo in tutto il mondo. In Australia e in Nuova Zelanda il singolo ha raggiunto rispettivamente la sesta e la terza posizione, venendo inoltre certificato doppio platino in entrambi i paesi. Nel Regno Unito ha raggiunto la seconda posizione nella Official Singles Chart, risultato mai raggiunto in precedenza dalla cantante come artista solista. Nei restanti paesi europei Cheap Thrills ha raggiunto la vetta delle classifiche austriache, francesi, italiane, irlandesi, svedesi e tedesche. Al termine del 2016 il singolo è risultato essere il più venduto in Italia in tutto l'anno.
Nell'America del Nord il singolo ha raggiunto la prima posizione nella Billboard Hot 100, divenendo così la prima canzone della cantante australiana a raggiungere tale traguardo nella classifica statunitense, e la prima nella Billboard Canadian Hot 100.
Secondo quanto stilato dalla International Federation of the Phonographic Industry, il singolo è risultato essere il quarto più consumato nel mondo per tutto il 2016, con una vendita pari a 11,1 milioni di unità.

## Cover
Nel corso di un suo concerto presso Las Vegas la nota cantautrice canadese Céline Dion ha improvvisato una cover del brano, dedicandola a due fidanzati. Nella coppia il fidanzato aveva appena chiesto la mano della compagna, proprio nel corso del concerto, e pertanto la cantante ha scelto di dedicargli tale canzone, rappresentante un inno alla felicità e ai festeggiamenti.

## Classifiche

### Versione originale
| Classifica (2015-16) | Posizione massima |
| -------------------- | ----------------- |
| Australia            | 6                 |
| Austria              | 1                 |
| Danimarca            | 2                 |
| Finlandia            | 4                 |
| Francia              | 1                 |
| Italia               | 1                 |
| Norvegia             | 3                 |
| Nuova Zelanda        | 3                 |
| Paesi Bassi          | 3                 |
| Regno Unito          | 2                 |
| Slovacchia           | 1                 |
| Spagna               | 3                 |
| Svizzera             | 2                 |

### Versione con Sean Paul
| Classifica (2016) | Posizione massima |
| ----------------- | ----------------- |
| Belgio (Fiandre)  | 3                 |
| Belgio (Vallonia) | 1                 |
| Canada            | 1                 |
| Germania          | 1                 |
| Irlanda           | 1                 |
| Lussemburgo       | 1                 |
| Spagna            | 1                 |
| Stati Uniti       | 1                 |
| Svezia            | 1                 |
| Svizzera          | 2                 |
| Ungheria          | 2                 |

### Classifiche di fine anno
| Classifica (2016) | Posizione |
| ----------------- | --------- |
| Argentina         | 4         |
| Australia         | 8         |
| Austria           | 2         |
| Belgio (Fiandre)  | 8         |
| Belgio (Vallonia) | 1         |
| Brasile           | 12        |
| Canada            | 3         |
| Danimarca         | 4         |
| Francia           | 3         |
| Germania          | 3         |
| Islanda           | 3         |
| Italia            | 1         |
| Nuova Zelanda     | 8         |
| Paesi Bassi       | 5         |
| Regno Unito       | 3         |
| Spagna            | 2         |
| Stati Uniti       | 11        |
| Svezia            | 2         |
| Svizzera          | 2         |
| Ungheria          | 6         |
| Classifica (2017) | Posizione |
| Brasile           | 140       |

### Classifiche di fine decennio
| Classifica (2010-19) | Posizione |
| -------------------- | --------- |
| Stati Uniti          | 66        |